# Mglin
Mglin (en rus: Мглин) és una ciutat de l'óblast de Briansk, a Rússia, segons el cens del 2021 tenia 6.919 habitants. És la seu administrativa del districte (raion) homònim. Es troba a uns 120 km a l'oest de la capital regional, Briansk, als afores meridionals del zakàznik de Kletnià, prop de la frontera amb Bielorússia.

## Història
Fou fundada en època medieval com un poble enmig d'una àrea boscosa i fluvial, en la qual la boira era un fenomen continu; de fet, el seu topònim deriva de mgla (мгла), que significa "boira" o "broma". Es coneix l'existència de Mglin en documents des de 1387, quan es menciona com un poble del Gran Ducat de Lituània. El 1500, el poble fou annexionat pel Tsarat Rus, que el fortificà per trobar-se en una zona fronterera. Tanmateix, la Pau de Deulino el retornà a la República de les Dues Nacions el 1618, fins a la seva incorporació a la rebel·lió de Khmelnitski el 1652 i la seva posterior annexió definitiva a Rússia el 1654. A causa de la seva condició de fortalesa, el poble fou atacat i parcialment destruït en atacs dels tàtars de Crimea el 1661, polonesos i lituans el 1664 i suecs el 1708.
Tot i que els polonesos i russos li havien donat diversos privilegis al llarg dels segles XVII i XVIII, incloent-hi part del Dret de Magdeburg, no adoptà l'estatus de ciutat fins al 1781. El 1802 s'integrà en la governació de Txernígov. Durant el segle XIX es desenvolupà notablement com a nucli industrial i comercial, arribant a tenir quatre fires anuals des de 1884 i superant els 11.000 habitants el 1887. El seu creixement es detingué amb la construcció del ferrocarril de Briansk a Gómel, que esquivà aquesta ciutat en ser més senzill passar per Potxep i Unetxa. El 1918 fou incorporada a la República Popular Ucraïnesa, però el 1919 passà a la República de Rússia, que li donà l'estatus de capital de districte en l'aleshores governació de Gómel. La Unió Soviètica la inclogué en el raion de Klintsi des de 1922, però recuperà definitivament el seu estatus de capital de districte el 1929, en fundar-se l'Óblast Occidental.